# Andrea Orcagna

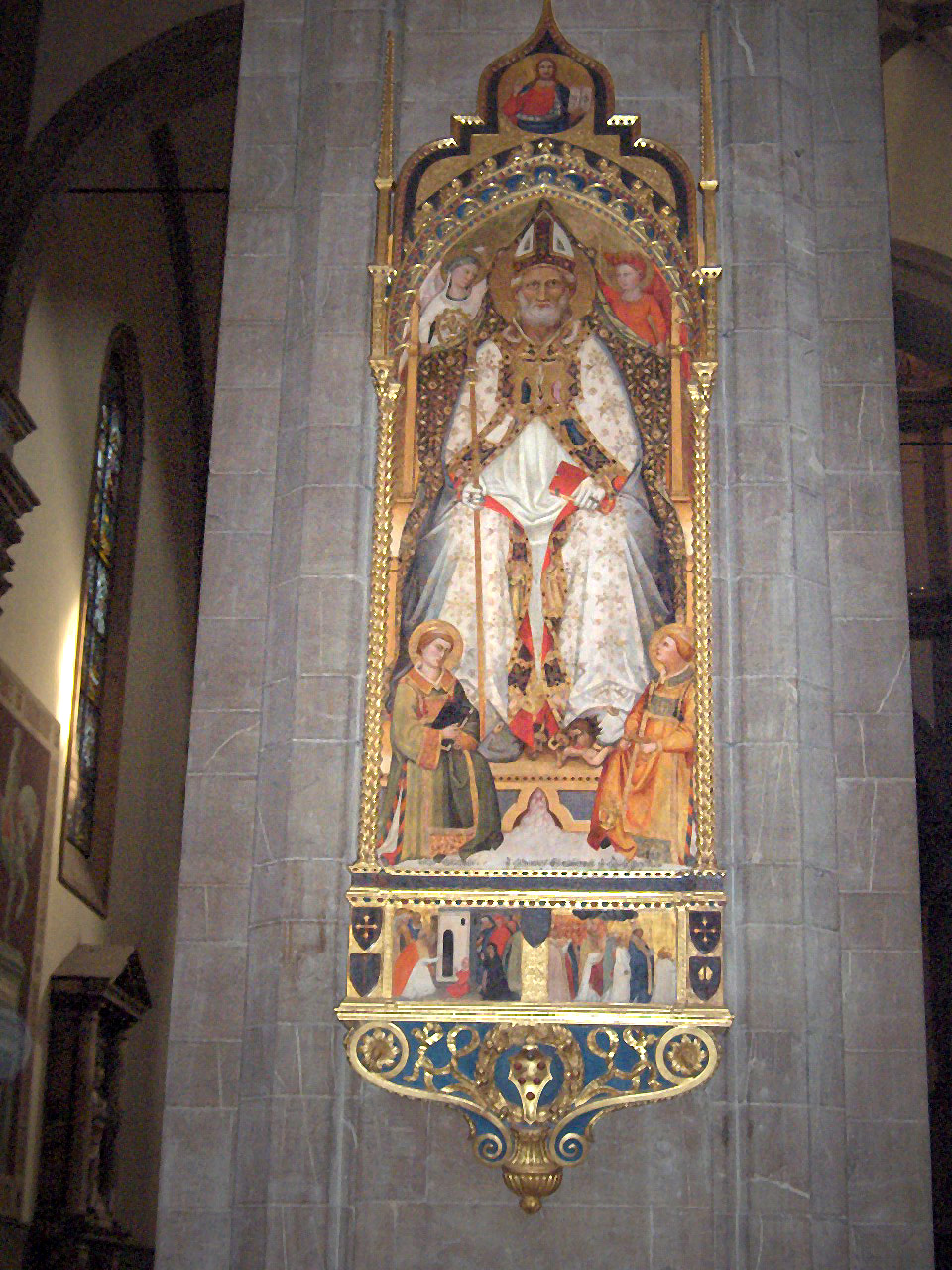
St. Zenobius met St. Crescenzius en St. Eugenius geknield
Kathedraal Santa Maria del Fiore, Florence

Andrea di Cione Arcangelo (Florence, 1308 - aldaar, na 25 augustus 1368), beter bekend als Orcagna, was een Florentijnse schilder, beeldhouwer en architect. Hij was student van Andrea Pisano evenals van Giotto di Bondone. Zijn broers Jacopo en Nardo di Cione waren ook kunstenaars.
Zijn werken omvatten het altaarstuk Verlosser met Madonna en Heiligen (1354-1357) in de Strozzi-kapel in de Santa Maria Novella in Florence.
Een ander bekend werk van hem is Triomf van de Dood (ca 1350). Dit indringende schilderij over de gruwel van de pest behoort tot de collectie van het Museo dell'Opera di Santa Croce (Florence).

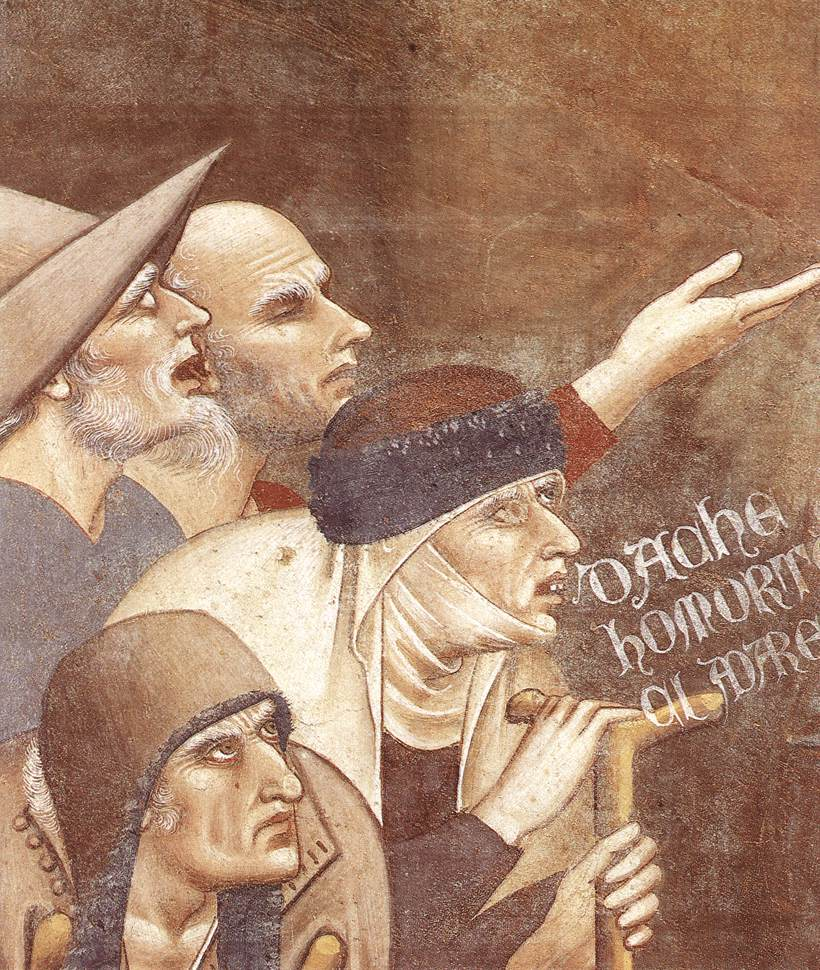
Andrea Orcagna - The Triumph of Death - WGA16676

- Bibliothèque nationale de France: cb125217822 (data)
- Gemeinsame Normdatei: 119065037
- International Standard Name Identifier: 0000 0001 0367 2572
- Library of Congress Control Number: n94006281
- Nationale bibliotheek van Australië: 35641507
- Nederlandse Thesaurus van Auteursnamen: 128186372
- RKD-Nederlands Instituut voor Kunstgeschiedenis: 60902
- Istituto Centrale per il Catalogo Unico: NAPV045745
- SNAC: w6j207bv
- Système universitaire de documentation: 034464220
- Trove: 1024525
- Union List of Artist Names: 500119427
- Virtual International Authority File: 45103542
- WorldCat: E39PBJrwRqB8qcWycyxFmp9VYP